# Mara (roedor)
Mara (Dolichotis patagonum) é um mamífero sul-americano da família Caviidae. Apresenta grande porte, tendo quase o dobro do tamanho de uma lebre europeia adulta, chegando a pesar até oito quilos.
Ainda que tenha o nome popular de lebre-patagônica, é, na verdade, um parente bem distante das lebres. Sua ligação com os lagomorfos se dá somente por meio do clado Glires. É na verdade um roedor de mesma família das capivaras e cobaias.

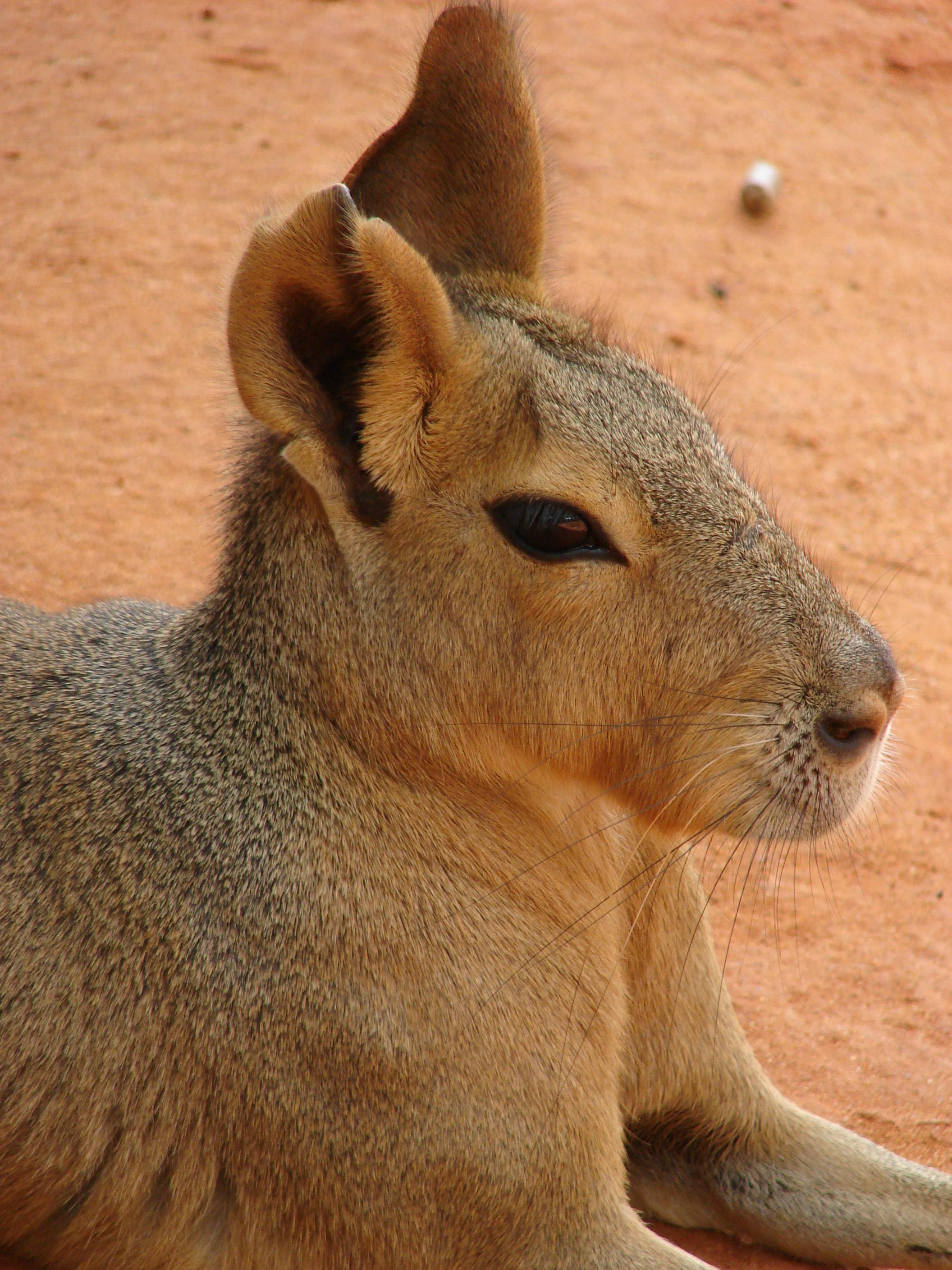
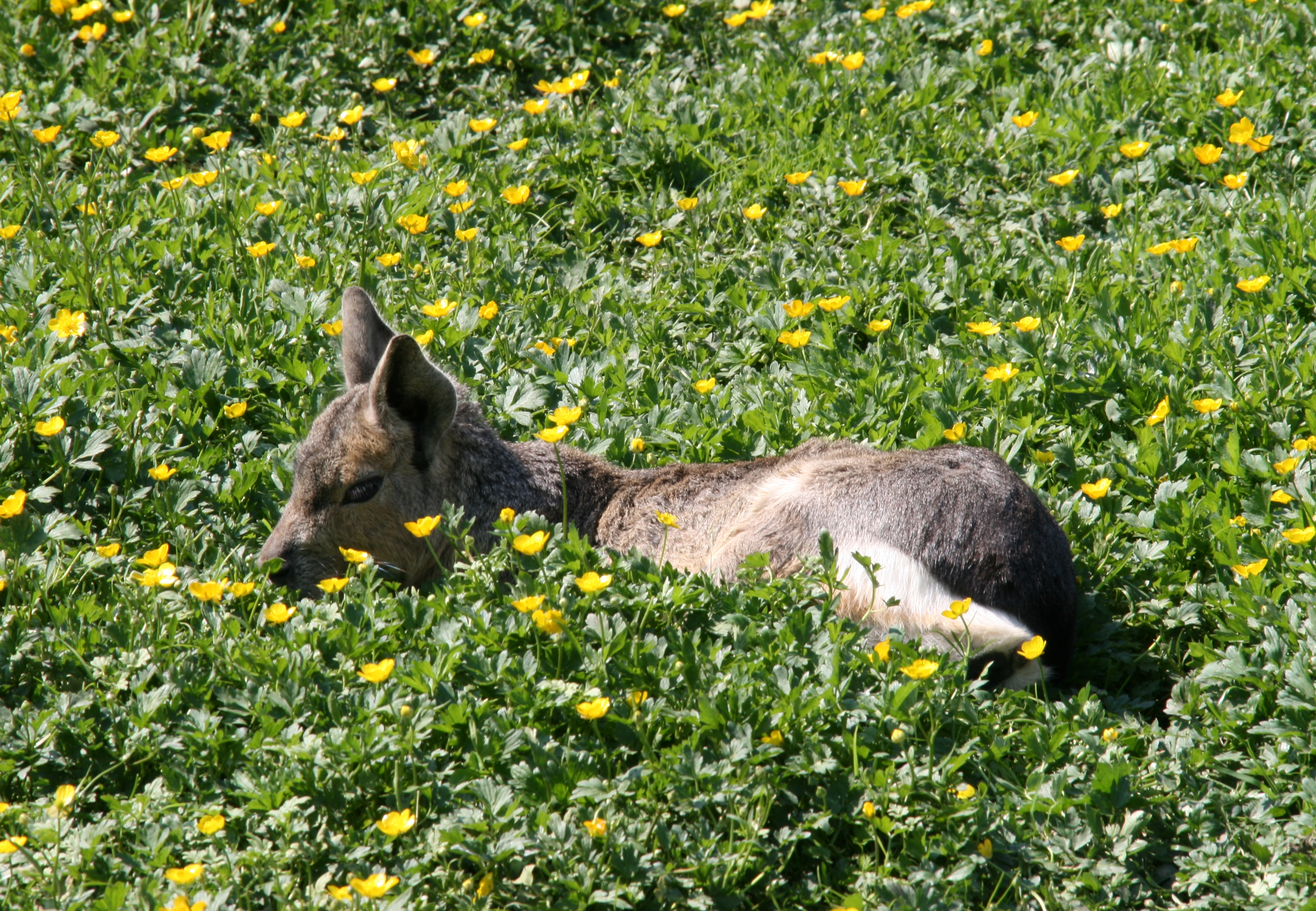
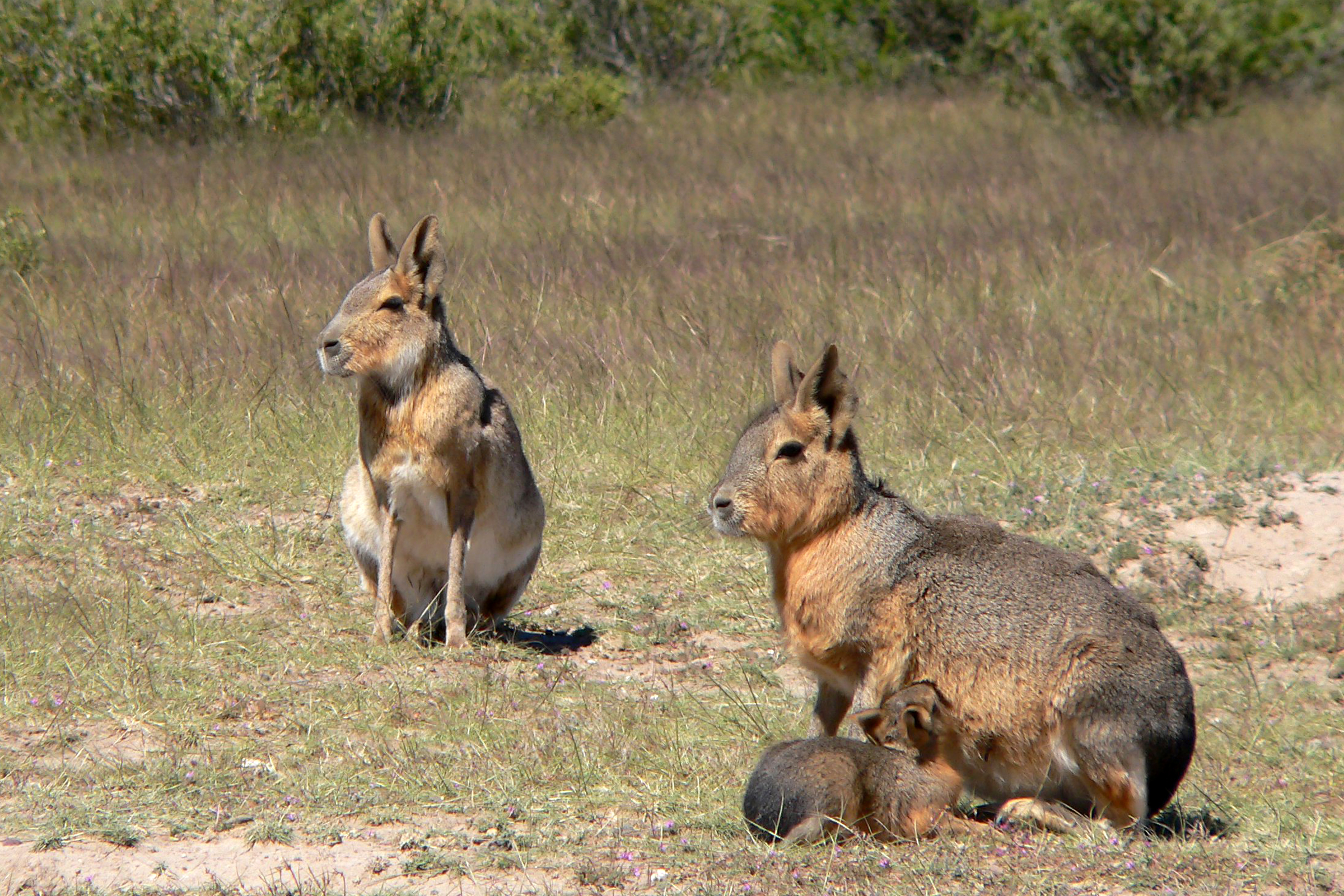
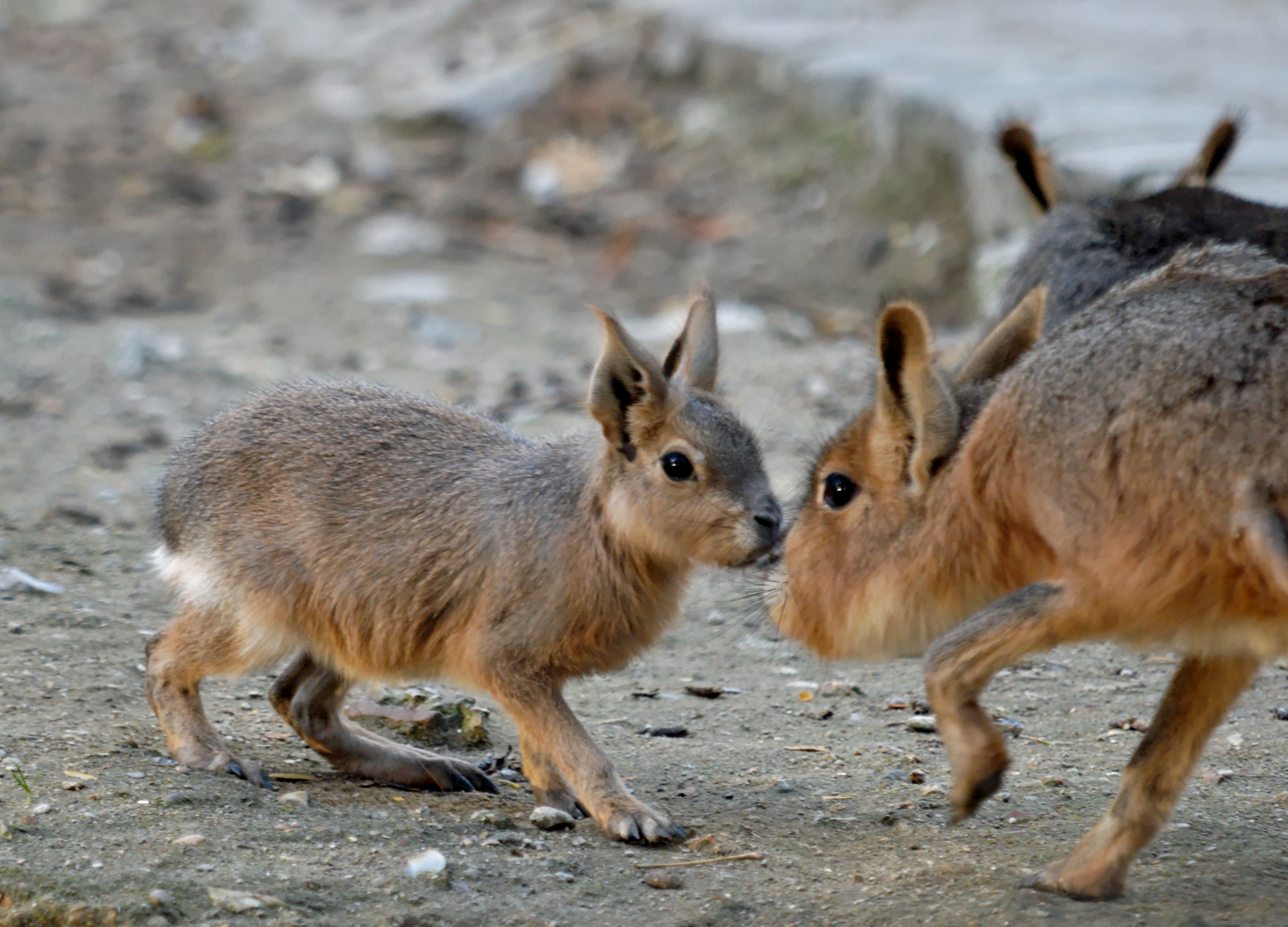
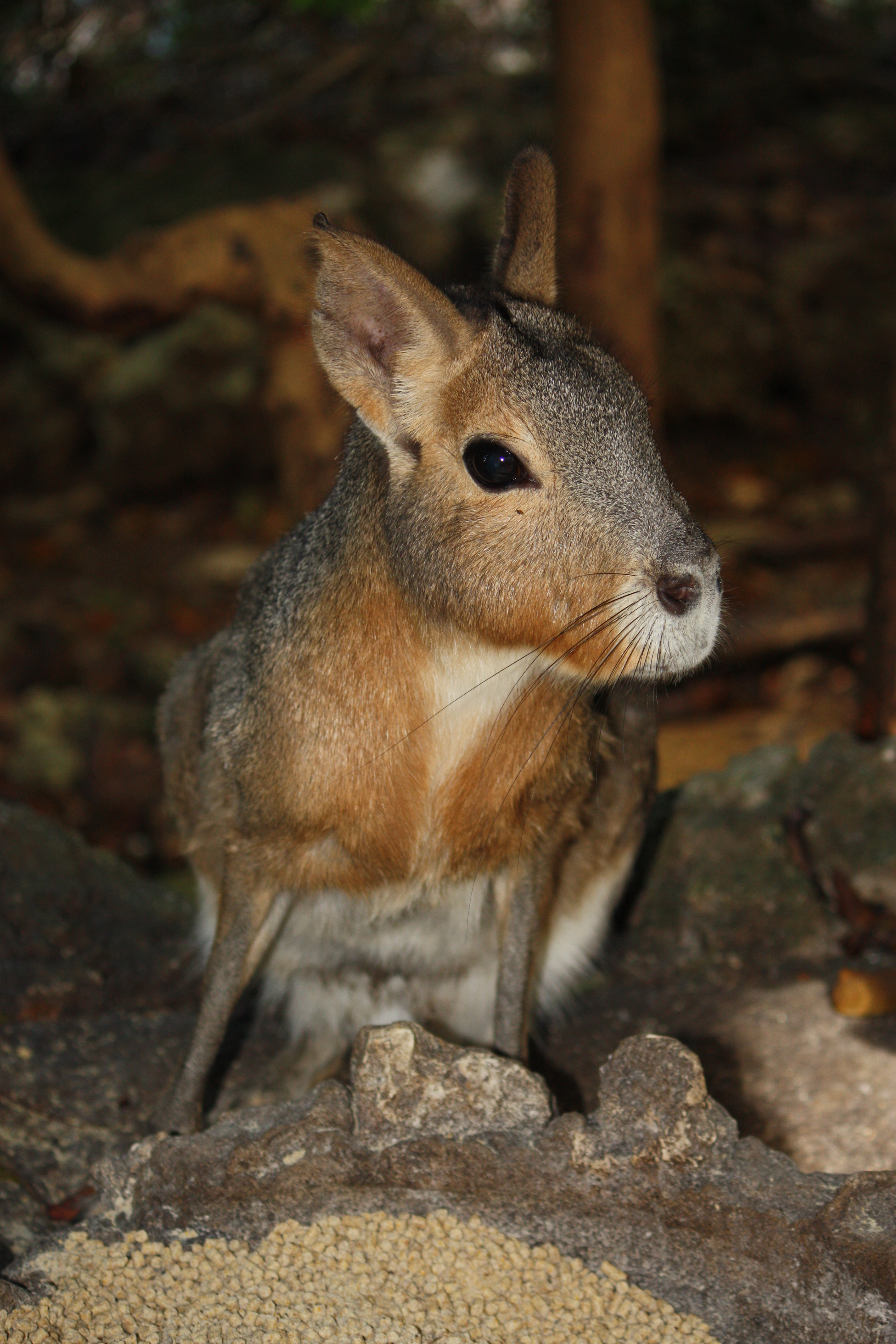